# (100784) 1998 FM61
(100784) 1998 FM61 es un asteroide perteneciente al cinturón de asteroides descubierto el 20 de marzo de 1998 por el equipo del Lincoln Near-Earth Asteroid Research desde el Laboratorio Lincoln, Socorro, Nuevo México, Estados Unidos.

## Designación y nombre
Designado provisionalmente como 1998 FM61.

## Características orbitales
1998 FM61 está situado a una distancia media del Sol de 2,366 ua, pudiendo alejarse hasta 2,863 ua y acercarse hasta 1,868 ua. Su excentricidad es 0,210 y la inclinación orbital 4,407 grados. Emplea 1329,36 días en completar una órbita alrededor del Sol.

## Características físicas
La magnitud absoluta de 1998 FM61 es 15,7. Tiene 4,582 km de diámetro y su albedo se estima en 0,053. 